# Gertrude (romanzo)
Gertrude è un romanzo breve scritto da Hermann Hesse e pubblicato in Germania nel 1910, quando Hesse ha 33 anni.

## Trama
È un racconto in prima persona delle memorie del compositore Kuhn, della sua amicizia con Gertrud Imthor e il cantante d'Opera Heinrich Muoth. Una disgrazia sul finire dell'adolescenza rende zoppo Kuhn che non rinuncia alla vita ma anzi rafforza la sua determinazione a lottare giorno per giorno contro le avversità. Lo aiuta la musica, che sente sorgere prepotente, dapprima in forma di frammenti ispirati dalla natura e dalla sofferenza, poi - proseguendo la carriera al conservatorio - in modo sempre più organizzato e professionale. Fino alla composizione di un'Opera originale che avrà grande eco a Berlino e poi in tutto il Paese. Consacrandolo compositore di successo. Male finisce invece la vita sentimentale di Kuhn che - dopo la caduta e la conseguente invalidità - rimane come paralizzata allo stadio adolescenziale. Congelata dall'insicurezza. Kuhn riflette amaramente che uno storpio non può competere con uomini belli, determinati e brutali che possono avere tutto ciò che vogliono dalle donne. Quindi si ritaglia un ruolo di amico impotente, che assiste alla caduta della bella Gertrud, da lui amata, nelle braccia del suo amico Heinrich Muoth, il cantante d'Opera da cui anche lui è stato sedotto (virilmente s'intende). La relazione tra Gertrud e Muoth - iniziata a insaputa di Kuhn - culmina in un matrimonio che però il padre di lei cerca blandamente di avversare, nella convinzione che Muoth non sarà il marito ideale per la figlia. Infatti, dedito al bere, all'arte e posseduto da demoni sempre più violenti, Muoth finisce per spaventare Gertrud che, in preda a una crisi di nervi, lo lascia per riposarsi qualche mese nella casa paterna. Muoth non sopporta l'abbandono e si uccide. Non senza aver consacrato - con un'ultima bevuta - la sua amicizia con Kuhn. Vi sono diversi riferimenti cripto-omosessuali, che troveranno ampio spazio nel successivo Narciso e Boccadoro ma che per ora restano bloccati in una sorta di pietas virile per l'amico bello, violento e sfortunato, nella morte del quale si sublima l'ideale dell'arte come supremo rifugio dalle passioni mondane.

## Analisi
Opera acerba e pesantemente intrisa di romanticismo, Gertrud introduce i temi cari a Hesse maturo: la pratica buddhista della pacificazione spirituale attraverso la rinuncia e il valore di riscatto dell'arte (la musica) rispetto al caos creativo che nasce dalle passioni In molte pagine di Gertrud sono presenti riferimenti alla psicanalisi e a Nietzsche, specialmente alla sua opera La Nascita della Tragedia dallo Spirito della Musica (Die Geburt der Tragödie aus dem Geiste der Musik, 1872) . Il cantante Muoth rappresenta l'elemento dionisiaco dell'arte, mentre Gertrud rappresenta la pacatezza apollinea, più raffinata e matura ma ugualmente soggetta allo spirito auto-distruttivo. L'Opera di Kuhn rappresenta invece la mediazione tra le due forze e la nascita dell'arte dal fuoco delle contraddizioni. Il tono generale del racconto è fortemente influenzato dallo spirito pietista che il padre di Hesse, pastore e missionario protestante, ha sempre promosso in famiglia.

## Edizioni italiane
- Gertrud, trad. di Maria Teresa Mandalari, postfazione di Roberto Fertonani, Collana Medusa serie '80 n.15, Milano: Mondadori, 1980
- Gertrud, trad. di Paolo Paoloni, Roma: Newton Compton, 1981; in Romanzi, ivi, 1988; in Romanzi e racconti, ivi, 1992
- Gertrud, trad. di Antonio Barbi e Raffaella Ferrari Cesari, Rimini: Guaraldi, 1995; Alessandria, Orsa Maggiore Editore, 1995.